# Departamento Libertador General San Martín (Misiones)
Libertador General San Martín es un departamento ubicado en el centro de la provincia de Misiones, Argentina.
Limita con los departamentos de San Ignacio, Montecarlo, Cainguás y la República del Paraguay.
El departamento tiene una superficie de 1.451 km², equivalente al 4,88 % del total de la provincia.

## Población
Su población fue de 52 248 habitantes, según el censo 2022 (INDEC) frente a los 46 561habitantes (Indec,2010) del censo anterior, lo que representó un incremento del 12,6% menor al crecimiento provincial que fue del 16,1%.Estos datos le valieron tener la octava mayor población de la provincia.